# Roland Königshofer
Roland Königshofer (Neunkirchen, 24 de outubro de 1962) é um ex-ciclista austríaco de ciclismo de pista. Conquistou uma medalha em cada Campeonato Mundial UCI de Ciclismo em Meia Distância entre 1985 e 1994, até que os campeonatos foram descontinuados, também na categoria de profissionais (1993–1994) ou amadores (1985–1992). Também competiu nos Jogos Olímpicos de Verão de 1988 na prova de perseguição por equipes de 4 km em pista e corrida por pontos, terminando na 16ª e 12ª posição, respectivamente.
Seu filho, Lukas (n. 1989), é um futebolista. Seu irmão, Thomas, também é um ex-ciclista: ele terminou em terceiro no Campeonato Mundial UCI de Ciclismo em Meia Distância em 1989, atrás de Roland.